# Čubrići
Čubrići (cyr. Чубрићи) – wieś w Bośni i Hercegowinie, w Republice Serbskiej, w gminie Rogatica. W 2013 roku liczyła 4 mieszkańców.